# Há Festa no Hospital
O Há Festa no Hospital é um programa de televisão anual transmitido pela TVI com caráter solidário durante a época de Natal. Tem por objetivo oferecer o valor angariado nas chamadas de valor acrescentado para a Unidade de Cuidados Intensivos Neonatais (UCIN) do Hospital Dona Estefânia e para a Maternidade Alfredo da Costa em Lisboa.
O programa anual transmitido pela TVI na época de Natal teve o seu primeiro período de transmissão entre os anos de 1999 e 2010. Posteriormente e após um interregno de vários anos a TVI voltou a apostar no formato a partir do ano de 2022.

## Sinopse
Ao longo do dia desfilarão pelo palco centenas de pessoas, anunciados por dezenas de apresentadores. Mas haverá também momentos de reportagem com surpresas de figuras públicas, entre muita festa com o espírito natalício. Uma união de esforços de todos, para com crianças, pais, amigos e familiares das crianças do Hospital de Dona Estefânia, que conta com a ajuda dos telespectadores através das chamadas de valor acrescentado.

## Apresentação

### 1999
- Carlos Ribeiro
- Paula Castelar

### 2000
- Carlos Ribeiro
- Paula Castelar

### 2001
- Carlos Ribeiro
- Paula Castelar

### 2002
sem informação

### 2003
sem informação

### 2004
- Manuel Luís Goucha

### 2005
- Marisa Cruz
- Carlos Ribeiro

### 2006
- Marisa Cruz
- Manuel Luís Goucha

### 2007
- Marisa Cruz
- Manuel Luís Goucha

### 2008
- Cristina Ferreira
- Manuel Luís Goucha

### 2009
- Cristina Ferreira
- Manuel Luís Goucha

### 2010
- Manuel Luís Goucha
- Fátima Lopes

### 2022
- Iva Domingues
- Nuno Eiró
- Sara Sousa Pinto
- Mafalda de Castro
- Ruben Rua
- Maria Cerqueira Gomes
- Cláudio Ramos
- Maria Botelho Moniz
- Cristina Ferreira
- Manuel Luís Goucha

### 2023
- Mónica Jardim
- Nuno Eiró
- João Montez
- Ruben Rua
- Maria Cerqueira Gomes
- Cláudio Ramos
- Alice Alves
- Idevor Mendonça
- Fernanda Serrano
- Cristina Ferreira
- Manuel Luís Goucha

### 2024
- Mónica Jardim
- Nuno Eiró
- João Montez
- Iva Domingues
- Ruben Rua
- Maria Cerqueira Gomes
- Cláudio Ramos
- Maria Botelho Moniz
- Idevor Mendonça
- Mafalda de Castro
- Cristina Ferreira
- Manuel Luís Goucha
- João Patrício
- Ana Guiomar
- Pedro Teixeira